# Freising
Freising város és község Németországban, azon belül Bajorországban. A Freising járás székhelye. Lakosainak száma 49 939 fő (2023. december 31.).

## Fekvése
Münchentől 33 km-re északkeletre, az Isar folyó mindkét partján, a müncheni repülőtér szomszédságában terül el.
Közúton az A92-es autópályán közelíthető meg.
Freising Freising járás, Hallbergmoos, Freising járás, Zolling, Marzling, Neufahrn bei Freising, Kranzberg és Kirchdorf an der Amper községekkel határos.

## Népesség
A település népessége az elmúlt években az alábbi módon változott:
| Lakosok száma | 3510 | 14 974 | 32 454 | 34 325 | 45 227 | 45 806 | 46 963 | 48 318 | 48 582 | 49 939 |
|               | 1808 | 1925   | 1970   | 1987   | 2012   | 2013   | 2015   | 2017   | 2021   | 2023   |